# Klasni neprijatelj
Klasni neprijatelj ili narodni neprijatelj je marksistička oznaka za političkog ili klasnog protivnika, oporbu ili određene skupine. Pojam podrazumijeva da "neprijatelji" djeluju neprijateljski prema društvu u cjelini. Sličan pojam je i "državni neprijatelj" ili "neprijatelj države". Termin je uglavnom korišten u realsocijalističkoj frazeologiji.
Velik broj osoba pod optužbom da su "klasni neprijatelji" ili "narodni neprijatelji" završili su u gulazima.

## Vanjske poveznice
- o socijalizmu i komunizmu  Arhivirana inačica izvorne stranice od 27. listopada 2009. (Wayback Machine)
- DW World